# Синхараджа
Синхараджа — национальный парк, расположенный в юго-западной части Шри-Ланки. Это единственный древесный массив тропических лесов в стране. Лесной массив Синхараджа был включен в всемирную сеть биосферных резервантов в 1978 году и включен в список всемирного наследия ЮНЕСКО в 1988 году. Флора и фауна богата таксонами-эндемиками, многие из которых занесены в красную книгу.
Площадь парка — 88,64 км². Ландшафт представляет собой череду долин и хребтов. 60 % видов деревьев являются эндемиками и многие из них являются редкими видами. В этой местности выделяют 2 типа лесов:
- в долинах и на нижних склонах хребтов произрастают растения рода Dipterocarpus и вторичный лес, выросший после подсечно-огневого земледелия
- второй тип леса доминирует в парке — это растения рода Mesua и Doona.

В Синхарадже обитает множество редких птиц, бабочек, рептилий и млекопитающих. Среди них цейлонские слон, леопард, лазоревая сорока, скворец, питон и другие. В национальном парке Синхараджа насчитывается 21 вид птиц-эндемиков и несколько редких насекомых, рептилий и амфибий.
Название парка дословно означает «лев» (синха) и «король» (раджа).